# مرسيدس شاكون بوراس
مرسيدس شاكون بوراس (بالإسبانية: Mercedes Chacón Porras)‏ (من مواليد عام 1896- والمُتوفاة في عام 1963) هي أول ممرضة توليد في كوستاريكا. ساعدت بوراس على نشر الرعاية الصحية للمجتمعات الريفية في جميع أنحاء البلاد. وفي عام 2002، اعتُبرت بوراس واحدة من النساء الأوائل اللواتي دخلن إلى معرض النساء في كوستاريكا La Galería de las Mujeres de Costa Rica، وسُمي باسمها أول مركز صحي وطني للمرأة.

## حياتها
وُلدت مرسيدس تشاكون بوراس في 11 سبتمبر 1896 في كوستاريكا. وفي عام 1925، أصبحت بوراس أول ممرضة توليد في كوستاريكا وعملت على توفير الرعاية قبل الولادة ومنع وفيات الأمهات والرُضع. تُعتبر بوراس واحدة من عدد قليل جدًا من النساء الريفيات اللواتي يعملن في المناطق الريفية ويسعون إلى تقديم الخدمات الصحية لسكان الريف داخل مجتمعاتهم المحلية.

## وفاتها وتُراثها
تُوفيت شاكون في 18 أبريل عام 1963 وتم إدراجها بعد وفاتها في معرض النساء في كوستاريكا La Galería de las Mujeres de Costa Rica في عام 2002. تم تسمية المركز الصحي آسيري بكوستاريكا على شرفها، في تقليد جديد لأول مرة بتسمية الأماكن والمراكز الصحية تخليدًا لذكرى النساء كما الرجال.

### استشهادات
1. 1 2 3  Guías Costa Rica 2016.
2. ↑  Instituto Nacional de las Mujeres 2009.
3. ↑  La Nación 2002.

### سيرتها الذاتية
- "Mercedes Chacón Porras". INAMU (بالإسبانية). San José, Costa Rica: Instituto Nacional de las Mujeres. 2009. Archived from the original on 2016-07-15. Retrieved 2016-07-15.
- "Mercedes Chacón Porras: 1896-1963". Guías Costa Rica (بالإسبانية). San José, Costa Rica. 2 Apr 2016. Archived from the original on 2016-04-02. Retrieved 2016-09-07.
- "Mujer con todos los honores" [Woman with all honors] (بالإسبانية). San José, Costa Rica: La Nación  [لغات أخرى]‏. 8 Mar 2002. Archived from the original on 2017-05-10. Retrieved 2016-09-07. {{استشهاد بخبر}}: استعمال الخط المائل أو الغليظ غير مسموح: |ناشر= (help)